# Zeitschrift für Vertriebsrecht
Die Zeitschrift für Vertriebsrecht (abgekürzt: ZVertriebsR) ist eine juristische Fachzeitschrift, in der Aufsätze, Gerichtsentscheidungen, Berichte und Dokumentationen zum Recht des Vertriebs von Waren, Nutzungsrechten und Dienstleistungen veröffentlicht werden. Das Vertriebsrecht ist eine juristische Querschnittsmaterie, deren Spannweite von der Zeitschrift reflektiert wird. Sie umfasst das nationale und internationale Handelsvertreterrecht, das Recht der Vertragshändler, das Vertriebskartellrecht, das Recht des Franchising sowie das Recht des Online-Vertriebs. Diese Gebiete sind auch im Untertitel der Zeitschrift genannt.
Herausgeber der Zeitschrift sind Eckhard Flohr, Gerald Gräfe, Fabienne Kutscher-Puis, Michael Martinek (presserechtlich verantwortlich), Karsten Metzlaff, Benedikt Rohrßen, Franz-Jörg Semler, Albin Ströbl, Stefan Tetenberg und Ulf Wauschkuhn. Redakteur ist Max Jakob Rösch. Neben einer Schriftleitung, der die Herausgeber Flohr und Martinek sowie der Redakteur Rösch angehören, verfügt die Zeitschrift über einen Herausgeberbeirat, der mit Persönlichkeiten aus Rechtsanwaltschaft und Wissenschaft besetzt ist.
Die 2012 gegründete Zeitschrift erscheint sechsmal jährlich im Verlag C. H. Beck. Alle Jahrgänge sind digital im Rahmen des kostenpflichtigen Angebots Beck-Online zugänglich. Zu den Jahrgängen 2012–2021 ist ein Zehnjahresregister erschienen.